# Uuradech Uecla
Uuradech Uecla, o Feradach Find Fechtnach, és un rei llegendari dels pictes que hauria regnat durant el segle iv.
Uuardech Uecla és un rei llegendari dels pictes que, segons les llistes reials de la Crònica picta, hauria regnat durant dos anys, entre Canutulachama i Gartnait Diuberr. A causa del caràcter heroic del personatge i la curta durada del seu regnat sembla indici que el van assassinar en alguna de les inacabables lluites internes que saccejaven el territori dels pictes en aquella època.
Els historiadors britànics Hector Munro Chadwick i Marjorie Ogilvie Anderson identifiquen a Uuradech amb el "rei d'Alba" anomenat Feradach Find Fechtbach (és a dir, Heroi blanc) al Ms Rawlinson B 502, al Llibre de Leinster i al Llibre de Lecan; se'l considera el pare de la princesa Mongfind, esposa de l'Eóganachta de Munster, Corc Mac Luigthig, i la mare de Lughid i Cairpre Cruithnechan. Caipre Cruithnechan se'l considera avantpassat dels Eóganachta de Magh Geirginn, el clan d'Oengus rei d'Alba, identificat amb Onuist mac Urguist.
Un altre fill de la parella, Lema de Maine (és a dir: Maine de Leven, del Loch Leven, Escòcia) també s'establirà a Alba, terra natal de la seva mare, i serà un dels fundadors del sept (divisió aplicada als clans familiars) de Lemnaig, mític ancestre del llinatge dels mormaer de Lennox.